# Jean-Baptiste Tuby

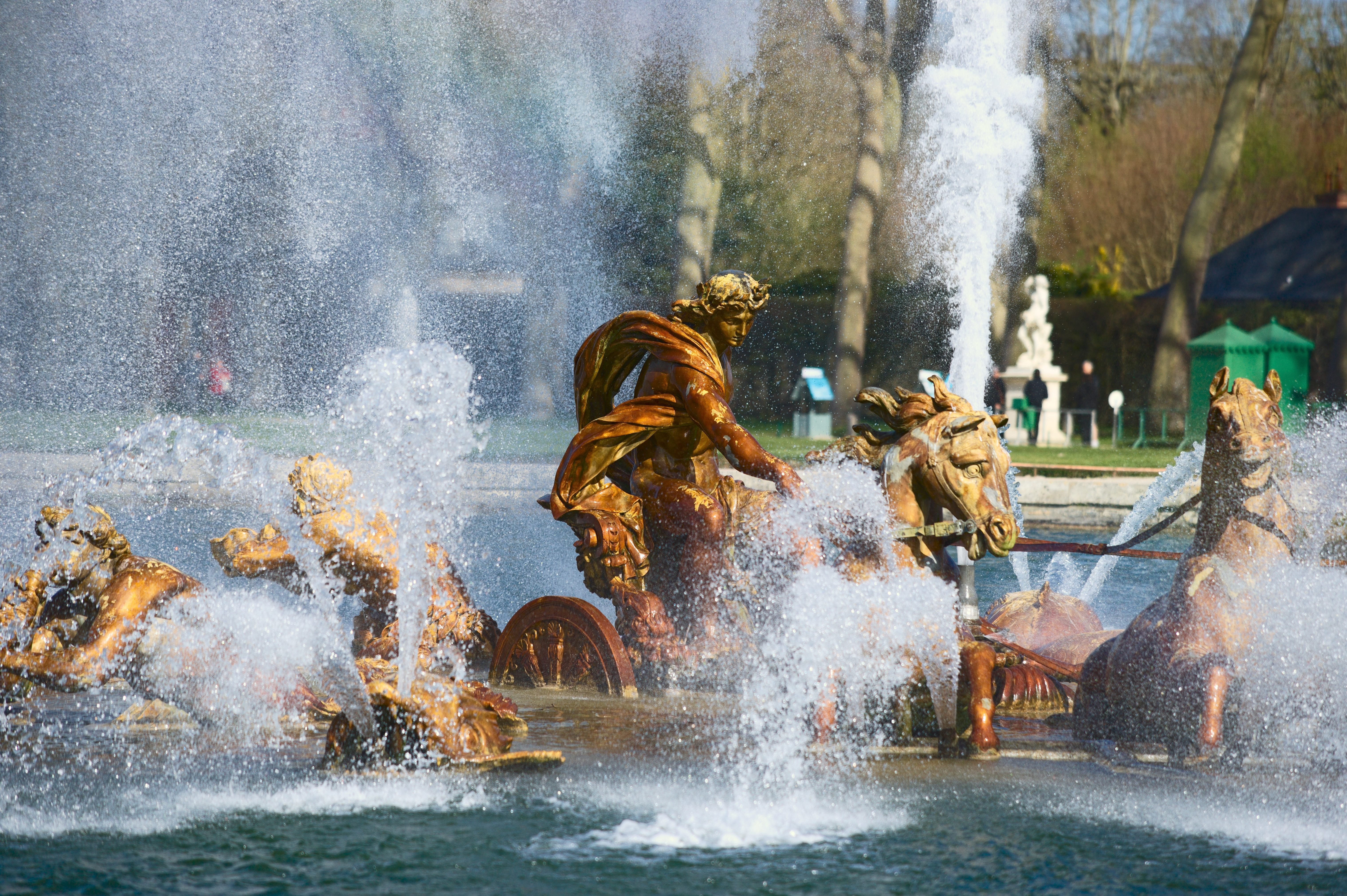
Fontana del Bacino del Carro di Apollo, dentro il parco della reggia di Versailles.

Jean-Baptiste Tuby, nato Giambattista Tubi (Roma, 1635 – Parigi, 1700), è stato uno scultore francese di origini italiane. È celebre per la Fontana di Apollo a Versailles.

## Biografia
Nato a Roma, figlio del carpentiere francese Jean Tuby, si trasferì a Parigi intorno al 1660, e lavorò sotto la direzione di Charles Le Brun alla manifattura dei Gobelins. L'opera che si svolse su progetto di Le Brun, rivestì la patina di marmo le grandi arcate del coro della chiesa di Saint-Séverin a Parigi.

Collaborò con Antoine Coysevox alla tomba di Mazarino per il quale realizzò una figura della Fedeltà (1689-1692), e realizzò anche la tomba della madre di Charles Le Brun. Scolpì la figura principale della tomba di Turenne (1676-1680).

Lavorò anche per Jean-Baptiste Colbert nel parco di Sceaux (Inverno, in marmo, ora nei giardini del Lussemburgo). Partecipò alla decorazione scultorea dell'hotel Carnavalet, al 23 rue de Sévigné a Parigi.

Scultore preferito di Luigi XIV, alla reggia di Versailles, dedicò la maggior parte della sua attività:
- Il Carro del Sole, il nucleo centrale della fontana di Apollo (1668-1671);
- Gruppo di due amori giocosi intorno ad un ciuffo di canne su un'isola ricoperta di fiori, decorazioni secondarie della fontana di Flora (1672-1674) (ora nella parte inferiore);
- La lirica, piano in marmo. 2,4 metri nella parte alta del fontana di Latona;
- Amore, piombo il Labirinto.

Eletto accademico nel 1663, ottenne la cittadinanza francese nel 1672.